# Kurt Martens
Kurt Martens (21. července 1870 Lipsko – 16. února 1945 Drážďany) byl německý právník, spisovatel, píšící především romány a povídky.      

## Životopis
Narodil se v rodině Heinricha Martense (1834–1882) a Antonie rozené Erckel (1846–1926). Měl dva sourozence: Margarethu von Koppenfels (1874–1956) a Johanna (–1945). Po smrti otce se matka provdala za Eduarda Starkeho. V manželství s Marií (1872–1947) měl Kurt dceru Herthu (1899–1978).
Byl bratrancem nakladatele Hanse von Webera. Studoval práva, politické vědy a historii v Heidelbergu, Lipsku a Berlíně a získal titul doktor práv. Jeho první publikace, novela Sinkende Schwimmer, vyšla v roce 1892. V roce 1895 se stal spisovatelem na volné noze. Roku 1898 se přestěhoval do Mnichova a spřátelil se s Thomasem Mannem, s nímž vedl čilou korespondenci. V létě roku 1903 Martens vyprávěl svému příteli Mannovi "příběh z kasina", jehož byl svědkem během své vojenské služby u husarského pluku. Mann si poznamenal několik klíčových slov a použil je v listopadu 1903 při psaní povídky Ein Glück. Martens se proslavil v roce 1898 románem Roman aus der Décadence.
Vedle své činnosti románové a povídkové byl i dramatikem, básníkem a esejistou. Vydal několik svazků literárních a kulturně-historických studií, při nichž mu kritika vytýkala přílišnou míru subjektivnosti.
Po náletech na Drážďany spáchal Martens sebevraždu a byl pohřben na loschwitzském (městská část Drážďan) hřbitově. Jeden ze dvou trombonových andělů na varhanách kostela Frauenkirche, které vytvořil gmundský sochař Quirin Roth, je věnován Kurtu Martensovi, druhý Viktoru Klempererovi.

## Dílo
- Sinkende Schwimmer, 1892
- Wie ein Strahl verglimmt. Drama, 1895[1]
- Roman aus der Décadence, 1898
- Aus dem Tagebuch einer Baronesse von Treuth und andere Novellen. Grethlein, Leipzig 1899
- Die Vollendung. Roman, 1902
- Kaspar Hauser. Drama in vier Akten. Fontane, Berlin 1903
- Kreislauf der Liebe. Eine Geschichte vom besseren Menschen. Fleischel, Berlin 1906
- Der Freudenmeister. Komödie in vier Akten. Fleischel, Berlin 1907
- Deutschland marschiert. Ein Roman von 1813. Fleischel, Berlin 1913
- Pia. Der Roman ihrer zwei Welten. Fleischel, Berlin 1913
- Geschmack und Bildung. Kleine Essays. Fleischel, Berlin 1914
- Verse. Bachmair, München 1914
- Hier und drüben. Roman. Fleischel, Berlin 1915
- Jan Friedrich. Der Roman eines Staatsmannes. Grethlein, Leipzig 1916
- Die großen und die kleinen Leiden. Novellen. Grethlein, Leipzig 1917
- Der Emigrant. Novelle. Steegemann, Hannover 1919
- Der Alp von Zerled. Roman. Grethlein, Leipzig 1920
- Schura. Hillger, Berlin 1920
- Die deutsche Literatur unserer Zeit. In Charakteristiken und Proben. Rösl, München 1921, online; Franke, Berlin 1933
- Schonungslose Lebenschronik. 2 Bände. Rikola, Wien 1921/24
- Die Pulververschwörung. Hachmeister & Thal, Leipzig 1922
- Zwischen Sumpf und Firmament. Novellen. Rösl, München 1922
- Des Geliebten doppelte Gestalt. Roman. Echerl, Berlin 1923
- Abenteuer der Seele. Novelletten. Reclam (UB 6400), Leipzig 1923
- Blausäure / Ein Schuss im Wiener Wald. Kriminal-Novellen. Sieben Stäbe, Berlin 1929
- Gabriele Bach. Roman einer Deutschen in Paris. Neff, Berlin 1935
- Die Tänzerin und der Blinde. Erzählung. Moewig & Höffner, Berlin 1935
- Feldherr in fremdem Dienst. Schicksale des Grafen Matthias von der Schulenburg. Historische Erzählung. Möhring, Leipzig 1936
- Forsthaus Ellermoor. Roman. Seyfert, Dresden 1937
- Die junge Cosima. Roman. Janke, Leipzig 1937
- Verzicht und Vollendung. Roman. Steuben, Berlin 1941

### V češtině
- Královna rozkazuje – úvod František Sekanina; ze sbírky Královské sny přeložila Eliška Hanušová; in: 1000 nejkrásnějších novel... č. 61. Praha: J. R. Vilímek, 1914